# الهجوم على مدينة كيزليار في داغستان 1996
يوم 19 يناير 1996 أيام الحرب الشيشانية الأولى هجمت جماعة من المقاتليين الشيشانيين بقيادة سلمان رادوييف على مدينة كيزليار في داغستان داخل الاتحاد الروسي، واخذو أكثر من الفي رهينة. وقتلو أكثر من 70 فردا قبل ان يفر المهاجمون بالرغم من حصار وهجوم شنته قوات روسية.
في 25 ديسمبر 2001 حكمت محكمة في داغستان بالسجن المؤبد على سلمان رادوييف أحد كبار الضباط الشيشان وذلك بتهمة القيام بعملية ارهابية في مدينة كزليار عام 1996، مما ادى إلى مقتل أكثر من سبعين شخصا.